# ポメレリア
ポメレリア（英語: Pomerelia, カシューブ語: ポーランド語: Pòrénkòwô Pòmòrskô, ドイツ語: Pommerellen ポンメレレン）はポーランド北部のバルト海沿いにある歴史的地方名。ポメラニア東端部にあり、北はバルト海に、東はヴィスワ川とその河口の三角州に接している。ヴィスワ川の東はプロイセン。
中心はヴィスワ川河口のグダニスク（ドイツ語: ダンツィヒ）。ポーランド語では「ポモージェ・グダンスキエ」（Pomorze Gdańskie、グダニスクのポメラニア）と呼ばれるこの地方は、現在ではポモージェ県の一部となっている。

## 先史時代
後にポメレリアと呼ばれるようになるこの地方は、紀元前650年から紀元前150年頃まではポメラニア文化があった。紀元前150年から紀元1世紀までの間はルギ族（Rugii）やレモウィ族（Lemovii）と関連があるとされるオクシヴィエ文化が、1世紀から450年頃にはウェネティ族、ゴート族、ルギ族、ゲピド族などと関連があるとされるヴィェルバルク文化があったとされる。ヨルダネスの著書「De origine actibusque Getarum」によれば、6世紀半ばにはウィディワリ（Vidivarii）という民族集団がヴィスワ川河口にいたとされている。7世紀から8世紀には西スラヴ人がポメレリア地方に住むようになった。

## ポメレリア公国

ポメレリアのグリフォンの紋章。現在のポモージェ県の紋章でもある

10世紀にはポメレリアにスラブ系のポメラニア人が入植したが、ピャスト朝のポーランド王ボレスワフ1世により征服された。11世紀、ポメラニア人は独立した公国を誕生させる。
1116年/1121年、ポメラニア全域が再度ポーランド王国（国王ボレスワフ3世）に征服された。1121年にヴァルティスラフ1世のもとでポメラニア公国が独立するが、東部のポメレリアはポーランド領のままに残った。1138年、ボレスワフ3世が没すると、ポーランドはいくつかの半独立状態の公国へと細分化が始まり、ポメレリアでも公国が徐々に力を増して自立を始めた。これらの公国はピャスト朝の末裔が治めていたが、ポメレリア公国はソビェスワフ家（Sobiesław）によって治められる王朝（Samborides）が支配した。このソビェスワフ家は1294年まで続いた。1227年にはポメレリアは独立国となるが、その公はポーランド王およびデンマーク王の封臣であった。デンマークは、1210年のヴァルデマー2世国王の時期に、ポメラニアとプロシアで起こった異教徒の反乱を名目にこの地方に介入している。

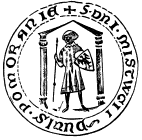
ムシチュイ2世の紋章

ポメレリア公国はさらに小さく細分化されていた。グダニスク（Gdańsk, ダンツィヒ）、ビャウォガルト（Białogarda, ベルガルト）、シフィエチェ（Świecie, シュヴェッツ）、ルビシェヴォ・トチェフスキェ（Lubieszewo-Tczew, リーブシャウ＝ディルシャウ）などである。有名なポメレリア公にはムシチュイ1世（1207年 – 1220年）、シフィエントペウク2世（1215年 – 1266年）、ムシチュイ2世（1271年 – 1294年）がいる。シフィエントペウク2世はポメレリアをデンマークとポーランドの宗主権下から脱出させることに成功したが、ムシチュイ2世の代には1269年のアルンスヴァルデの和約によってブランデンブルク辺境伯の宗主権下に置かれてしまった。
ポメレリアには、ポーランドの支配下の時代にキリスト教が導入された。ポメラニアのほとんどはカミン司教区（カミン Cammin は現在のポーランド北西部の西ポモージェ県カミェン・ポモルスキにあたる）に属していたが、ポメレリアはクヤヴィア司教区（クヤヴィア Kuyavia はポーランド中部のクヤヴィ地方 Kuyawy で、司教座はクヤヴィ＝ポモージェ県ヴウォツワヴェク Włocławek にある）に属していた。グディニャ近郊のオリヴァ修道院がポメレリアのキリスト教の中心地であった。

## ドイツ騎士団からポーランド・リトアニア共和国へ

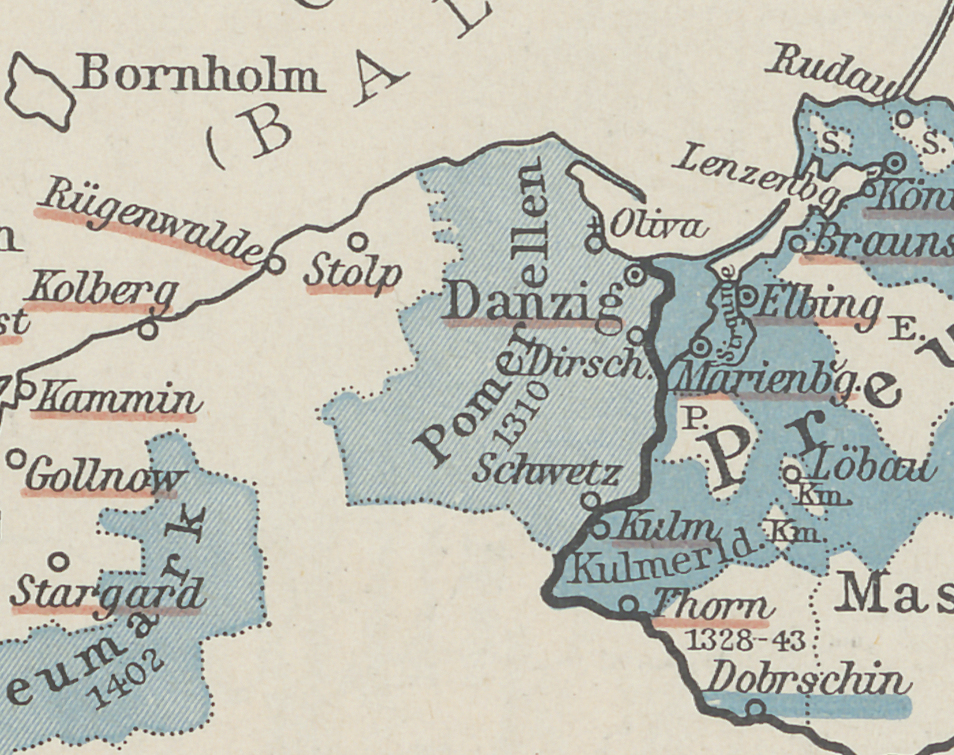
14世紀～15世紀のポメレリア（ポメレレン）

子のないムシチュイ2世は、1282年にケンプノの和約によってヴィエルコポルスカ公プシェミスウ2世を後継者に指名し、プシェミスウ2世を共同統治者としていた。1294年のムシチュイ2世の死後、ケンプノの和約をもとにポメレリアの相続権を主張するプシェミスウ2世と、アルンスヴァルデの和約をもとにポメレリアの宗主権と継承権を主張するブランデンブルク辺境伯が対立した。
プシェミスウ2世はポーランド王にも即位したものの間もなく没し（1296年）、ポーランド王の座はボヘミア王ヴァーツラフ2世が継いだ。神聖ローマ皇帝アルブレヒト1世とヴァーツラフ2世は、ヴィエルコポルスカとポメレリアはヴァーツラフ2世が領有し、ただしそれらに対するアルブレヒト1世の宗主権を認めるという合意を行い、1300年にヴァーツラフ2世はマインツでアルブレヒト1世より王冠を受けてポーランド王ヴァツワフ2世として即位した。
ヴァツワフ2世が死に、さらに1306年にその子ヴァツワフ3世が死んでプシェミスル朝が断絶し、ポメレリアはポーランド王ヴワディスワフ1世が征服した。しかし在地の領主やブランデンブルク出身のドイツ人が抵抗したほか、ブランデンブルク辺境伯もいまだポメレリアに対する主張を続けていた。1308年、ヴワディスワフ1世はプロシアのドイツ騎士団に協力を呼び掛け、ポメレリアに侵攻したブランデンブルク軍を撃退させた。だがドイツ騎士団は、軍事協力に対しての支払いをヴワディスワフ1世が拒んだことを理由に、1309年にグダンスクを占領し、同年のソルディン条約では、法的にブランデンブルク辺境伯からポメレリアを買い取るという形でドイツ騎士団国への併合となる。
1466年にプロイセン連合がドイツ騎士団に勝利した第二次トルンの和約の際に、ポメレリアおよび西プロイセンは王領プロイセンへと再編され、ポーランド・リトアニア共和国の一部となった。1569年のルブリン合同以降はそれまで大幅に与えられていた自治権が制限され、一般の地方自治体となった。この状態は1772年の第一次ポーランド分割まで続いた。

## プロイセンの一部としてのポメレリア
ポーランド分割によりポメレリアはプロイセン王国の一部となり、新たに形成された西プロイセン州に属することになった。
第一次世界大戦後のヴェルサイユ条約で、ポメレリアの大部分は、ヴァイマル共和政のドイツからポーランド第二共和国へと割譲され、ポーランド領を海に面するようにするためのポーランド回廊となった。ダンツィヒ（グダンスク）周辺のみは自由都市ダンツィヒとなった。

## 人口
中世盛期の東方植民の時期、ポメレリアではドイツ人やオランダ人の入植が盛んになった。都市部においてはドイツ人（ポメラニア・ドイツ人）が主となったが、農村ではカシューブ人やその他のスラブ系民族（ポメラニア・スラブ人）が主であった。ヴィスワ川（ドイツ語: ヴァイクセル川）三角州にはヴァイクセル・ドイツ人が住むようになった。もともとカシューブ人の定住者が多い地域であった。
多くのドイツ人が住んでいたが、第二次世界大戦後のドイツ人追放でこの地方からドイツ人は去った。ポメレリアは現在でもカシューブ人の主な居住地になっており、カシューブ語が話され、他のポーランドの少数民族とし独特の文化を持っている。